# خولموگوری (استان آرخانگلسک)
خولموگوری (روسی: Холмого́ры) یک منطقهٔ مسکونی در روسیه است که در استان آرخانگلسک واقع شده‌است.